# Nella, a hercegnő lovag
A Nella, a hercegnő lovag (eredeti cím: Nella the Princess Knight) 2017 és 2021 között vetített amerikai televíziós 2D-s számítógépes animációs kalandsorozat, amelynek alkotója Christine Ricci Ph. D. 
Amerikában 2017. február 6-án mutatta be a Nickelodeon. Magyarországon 2017. június 26-án a Nick Jr., 2017. július 22-én a Nickelodeon mutatta be.

## Ismertető
A sorozat Nella hercegnőről szól, aki időnként átváltozik hercegnő lovaggá, hogy megmentse szülei királyságának lakóit. Nella segítséget is kap barátai, Trinket, Garrett és Clod által. Ők együtt kalandos utakra mennek, rejtélyeket oldanak meg és értékes leckéket tanulnak meg.

## Szereplők
| Szereplő | Eredeti hang                                     | Magyar hang                                                   |
| -------- | ------------------------------------------------ | ------------------------------------------------------------- |
| Nella    | Akira Golz                                       | Szűcs Anna Viola Faluvégi Fanni (ének)                        |
| Trinket  | Samantha Hahn                                    | Csuha Borbála                                                 |
| Garrett  | Micah Gursoy                                     | Berecz Kristóf Uwe                                            |
| Clod     | Matthew Gumley                                   | Czető Ádám                                                    |
| Király   | Ty Jones                                         | Pál Tamás                                                     |
| Királynő | Rebecca Soler (1. évad) Alex Covington (2. évad) | Madarász Éva                                                  |
| Norma    | Courtney Shaw                                    | Hermann Lilla                                                 |
| Brigade  | Tyler Bunch                                      | Bácskai János Gardi Tamás Albert Péter Melis Gábor (kapitány) |
| Blaine   | Kobi Frumer                                      | Nagy Gereben                                                  |
| Willow   | Maya Tanida                                      | Gyarmati Laura                                                |
| Olivia   | Alyson Leigh Rosenfeld                           | Boldog Emese                                                  |
| Minatori | Rivki Bench                                      | Szilágyi Csenge                                               |

## Magyar változat[5]
- Magyar szöveg: Niklosz Kriszta
- Dalszöveg: Weichinger Kálmán
- Gyártásvezető: Németh Piroska
- Hangmérnök: Weichinger Kálmán
- Szinkronrendező: Dezsőffy Rajz Katalin
- Zenei rendező: Weichinger Kálmán
- Vágók: Pilipár Éva, Wünsch Attila
- Produkciós vezető: Koleszár Emőke

## Évados áttekintés
| Évad | Évad | Epizódok | Eredeti sugárzás   | Eredeti sugárzás  | Magyar sugárzás   | Magyar sugárzás      | Magyar sugárzás  | Magyar sugárzás   |
| Évad | Évad | Epizódok | Évadpremier        | Évadfinálé        | Évadpremier       | Évadfinálé           | Évadpremier      | Évadfinálé        |
| Évad | Évad | Epizódok | Évadpremier        | Évadfinálé        | Nick Jr.          | Nick Jr.             | Nickelodeon      | Nickelodeon       |
| ---- | ---- | -------- | ------------------ | ----------------- | ----------------- | -------------------- | ---------------- | ----------------- |
|      | 1    | 40       | 2017. február 6.   | 2018. november 2. | 2017. június 26.  | 2018. szeptember 25. | 2017. július 22. | 2019. február 17. |
|      | 2    | 20       | 2018. november 21. | 2021. július 21.  | 2019. április 29. | 2020. február 27.    | 2019. április 7. | TBA               |